# Святлана Явар
Святлана Сачанка (на беларуски: Святлана Сачанка) е беларуска журналистка, преводачка, литературна критичка и поетеса на произведения в жанра лирика. Пише под псевдонима Святлана Явар (на беларуски „явар“ е дървото бял клен, разпространено в Беларус)

## Биография и творчество
Святлана Барисовна Сачанка е родена на 11 юли 1968 г. в Минск, БССР, СССР. Дъщеря е на известния беларуски писател Барис Сачанка.
Следва във Филологическия факултет на Беларуския държавен университет и прави следдипломно обучение и докторска дисертация в Института по лингвистика на Академията на науките на Беларус.
След дипломирането си работи в различни беларуски издателства, в Беларуския държавен университет за култура и изкуства, и в Националния изследователски и образователен център „Франциск Скарина“.
Издала е две поетични книги „Бяла луна“ и „Сутрин в мъглата“. Редовно публикува стихове в републиканските периодични издания. Авторка е на множество литературни и критически изследвания и статии в беларуската и чуждестранната преса. Превежда произведения на американски поети, и прави превод на книга за Тадеуш Косцюшко от полски. Авторка е и на непубликувана монография за творчеството на емигриралия беларуски поет Мойсей Седньов.
Святлана Сачанка умира внезапно на 15 юни 2011 г. в Минск, Беларус. До нея е намерено стихотворение посветено на родителите ѝ. Тялото на поетесата е кремирано и урната с праха ѝ е погребана до гроба на баща ѝ Барис Сачанка в Източното гробище в Минск.

## Произведения
- Раніца ў туманах (1994)
- Белы месяц (1994)
- Дзівосны сад (2018) – сборник на поетични творби от различни години и проза